# Muhlenbergia implicata
Muhlenbergia implicata är en gräsart som först beskrevs av Carl Sigismund Kunth, och fick sitt nu gällande namn av Carl Bernhard von Trinius. Muhlenbergia implicata ingår i släktet muhlygräs, och familjen gräs. Inga underarter finns listade i Catalogue of Life.